# Viereckschanze Fellbach-Schmiden

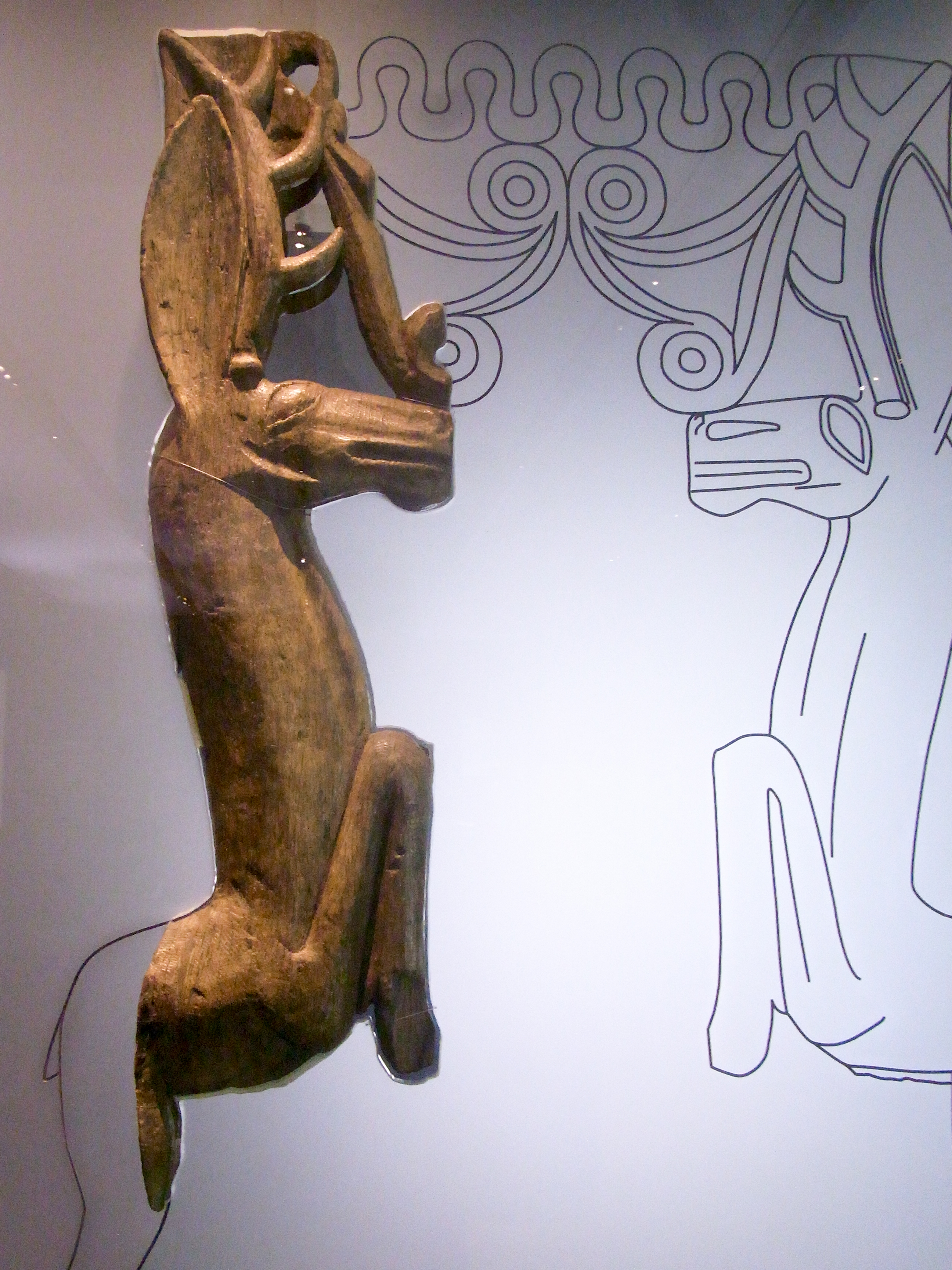
Hirschfigur aus dem Schacht der Viereckschanze Fellbach-Schmiden

Die Viereckschanze Fellbach-Schmiden war eine spätkeltische Kultstätte, die um 123 v. Chr. errichtet wurde und ca. 80 Jahre lang bestand. Die Viereckschanze lag im heutigen Baden-Württemberg, genauer im Rems-Murr-Kreis zwischen Stuttgart-Neugereut und Fellbach-Schmiden. In einem Brunnenschacht der Anlage wurden drei künstlerisch hochwertige Holzfiguren gefunden, welche die spätkeltische Holzschnitzkunst in einem neuen Licht erscheinen lassen.

## Lage
Die Überreste der Viereckschanze befinden sich in Fellbach-Schmiden, am Rande des Schmidener Feldes im Gewann „Langen“ nördlich der Tournonstraße und östlich der Verlängerung des Nurmiweges (Schlüsseläcker). Das Areal der Schanze, das heute mit Büschen und Bäumen bewachsen ist, wird direkt östlich von einem Feldweg begrenzt und nördlich schließen sich Felder an. Die Anlage war nordnordwestlich/südsüdöstlich ausgerichtet. Die nordwestliche Ecke der Anlage war durch den Betrieb einer Lehmgrube zerstört.

## Beschreibung
Die Viereckschanze aus dem Spätlatène (La Tène D) wurde an einem topographisch markanten Punkt angelegt und diente kultischen Zwecken. Sie war vollständig durch landwirtschaftliche Aktivitäten abgetragen worden und wurde durch Zufall wiederentdeckt. Die Anlage wurde ab 1977 in sieben Grabungskampagnen vom Landesdenkmalamt Baden-Württemberg systematisch untersucht. Die Viereckschanze hatte möglicherweise eine fast quadratische Form und war von einem Spitzgraben umgeben, dessen Seitenlänge von Grabenmitte zu Grabenmitte etwa 104 m betrug. Die Abmessungen der Anlage ließen sich jedoch nur im Norden relativ sicher festlegen. Die Westseite hatte eine Ausdehnung von mindestens 112 m, die Ostseite von über 88 m, während die Lage der Südseite unbekannt blieb (Flächeninhalt mindestens 1 ha).
Der Graben hatte je nach Lage unterschiedliche Breiten und Tiefen. So war er an der Nordseite mindestens 4,3 m breit und 1,6 m tief, während an der Ostseite seine Breite zwischen 3,4 m und 4,3 m schwankte, bei einer Tiefe von etwa 1,7 m. Die Grabenverschüttung ist dreigeteilt und gibt die Chronologie der Schanze wieder:
- Die tiefsten Schichten, sogenannte Einschwemmschichten, entstanden während der längeren Benutzung der Anlage.
- Die mittlere Zone zeichnet sich durch humosen Boden mit einer Vielzahl an eingelagerten Tierknochen, Keramiken, Steinen und angeziegeltem Lehm aus.
- Die oberste und jüngste Planierungszone besteht nur aus dunkelbraunem, humosen Lehmboden, der vereinzelt mit Tierknochen, Holzkohle, Keramik und Steinen durchsetzt ist. Okkasionell bzw. gelegentlich finden sich hier ebenfalls angeziegelter Lehm und Schlacken.

Innerhalb des Grabens konnten weder ein Wall noch eine hölzerne Umhegung nachgewiesen werden. Ebenso fehlen Spuren von Pfosten oder Gruben eines Holzgebäudes innerhalb der Anlage. Wegen der intensiven landwirtschaftlichen Nutzung und der damit verbundenen Folgen wie Abtrag und Erosion sind alle möglichen Befunde längst zerstört.
Etwa 15 m südlich des nördlichen Grabens und 30 m östlich des westlichen Grabens wurde ein etwa 20 m tiefer Schacht mit einem Durchmesser von 2 m aufgedeckt, der in seiner gesamten Tiefe erforscht wurde, wobei die Untersuchung bis in eine Tiefe von etwa 15 m im Tagebau durchgeführt werden konnte. Der Schacht war ursprünglich mit Holz verschalt und über eine hölzerne Sprossenleiter begehbar. Die Verfüllung bestand aus humosem Boden, der mit Holzkohle und Kulturschutt durchsetzt war und der typische Setzungserscheinungen aufwies (Trichterform der Verfüllungsschichten). Ab einer Tiefe von 4,9 m weist die Verfüllungsstruktur auf systematische Einfüllung des Schachtes mittels Schaufeln und Körben hin. An der Sohle des Schachtes lagen teilweise angebrannte Hölzer und zum Teil verziegelter Hüttenlehm und Siedlungsmaterial. Das Eichenholz der viereckigen Verschalung zeigte keine Brandspuren. Es wird darum angenommen, dass die Anlage nach einer Zerstörung bewusst aufgegeben worden war, woraufhin der Schacht vorsätzlich verfüllt wurde. Botanische Untersuchungen belegen Stallmist als Bestandteil der Verfüllung, was darauf hindeutet, dass der Brunnen nicht nur absichtlich unbrauchbar gemacht wurde, sondern regelrecht vergiftet worden war. Der Schacht war wahrscheinlich ein Brunnenschacht, der zur Wasserversorgung der Anlage diente. Indizien hierfür sind ein im Schachtgrund gefundener Holzeimer, der wohl zum Wasserheben verwendet wurde, sowie die Sprossenleiter, über die der Brunnenschacht für Reinigungsarbeiten zugänglich war. Die dendrologische Datierung der Verschalungshölzer ergab eine Fällzeit der Bäume von Mai bis Juni des Jahres 123 v. Chr. Dieses Jahr gilt als Baujahr der Anlage. Aufgegeben wurde die Anlage wahrscheinlich schon vor der Mitte des 1. Jahrhunderts v. Chr.

## Bedeutende Funde

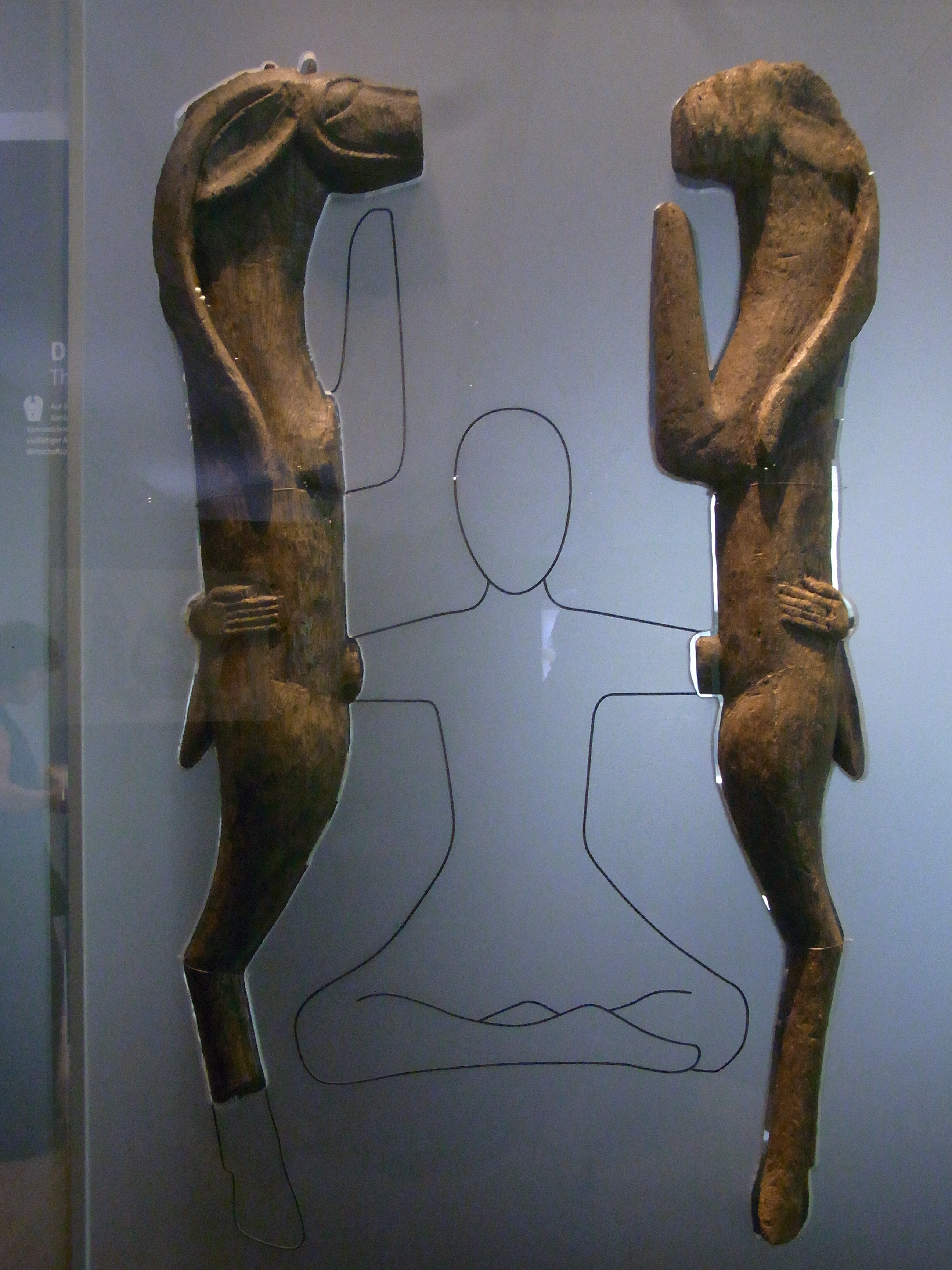
Figuren der Ziegenböcke aus dem Brunnenschacht

Auf der Sohle des Brunnenschachtes wurden zwischen Bauhölzern drei aus Eichenholz geschnitzte Figuren geborgen, die mit hohem künstlerischem und handwerklichem Geschick gefertigt worden waren und (Stand 1985) als einmalige keltische Holzkunstwerke gelten. Alle drei Figuren gehörten zu einem von beiden Seiten zu betrachtenden Fries. Zwei Figuren stellen Steinböcke oder Ziegenböcke dar und eine Figur einen sich aufbäumenden Hirsch. Diese etwa 80 cm hohen Figuren waren einst Teil eines größeren spätkeltischen Kultbildes. „Die Figuren vereinen keltische und naturalistisch hellenistische Stilelemente zu einem Kunstwerk von geradezu moderner Ästhetik.“
Die menschlichen Hände an den Ziegenfiguren legen nahe, dass eine menschliche Gestalt sich zwischen den beiden spiegelbildlich aufgestellten Tierfiguren befunden haben muss. Dieses ursprünglich aus dem Vorderen Orient stammende Motiv hatten die frühen Kelten bereits im 6. Jahrhundert v. Chr. aus dem Mittelmeerraum übernommen und variiert. Die Hirschfigur muss im religiösen Zusammenhang gesehen werden. Der Hirsch galt als heiliges Tier und steht möglicherweise in Verbindung mit dem aus gallorömischer Zeit überlieferten Gott Cernunnos, auch wenn dessen kultische Bedeutung für die Kelten noch nicht eindeutig geklärt ist.
Röntgen-3D-computertomografische Untersuchungen der drei Figuren zeigten, dass sie offenbar aus derselben Eiche gearbeitet waren. Diese wurde 127 v. Chr. gefällt, mit einer Unsicherheit von zehn Jahren. Ihr Stamm hatte einen Durchmesser von mindestens einem Meter. Dem Muster der Jahresringe zufolge stand sie in einem dichten Eichenwald in Baden-Württemberg und war über 250 Jahre alt, als sie gefällt wurde.
Die drei Figuren sind völlig atypisch im Vergleich zu den vorher bekannten keltischen Holzbildwerken aus Frankreich oder der Schweiz, die eher grobe und stark stilisierte Arbeiten waren, die in der antiken Literatur als plump, mit der Axt aus einem unbearbeiteten Baum gehauen, beschrieben wurden. Die in Schmiden gefundenen Figuren widersprechen völlig dieser Vorstellung. Auch wenn die religiösen Zusammenhänge der Figuren noch unklar sind, sind sie hervorragende Beispiele spätkeltischer Holzplastik, deren künstlerische Qualität vor dem Fund unbekannt war.

## Botanische Auswertung
Am Boden des Brunnenschachtes fanden sich Fragmente von Getreidesamenschalen sowie wenige Spelzeteile von Dinkel, Emmer und Rispenhirse, die auf Überreste von geschrotetem oder grob gemahlenem Getreide hindeuten. An Waldobst konnten Samen von Schwarzem Holunder, Schlehdorn und Echter Katzenminze nachgewiesen werden. In Hühnerkot wurden Splitter von Zwergholunderkernen gefunden, die in den Mägen der Tiere zerrieben wurden. In Schafkot wurden Pollen von Gräsern (Anteil 50 %), Spitzwegerich und der Wiesen-Flockenblume gefunden, aber auch von Unkräutern der Bereiche Acker, Brache und Siedlung. Pollen von Sauergrasgewächsen (Cyperaceae) und Echtem Mädesüß (Filipendula ulmaria) belegen, dass die Schafe auch Feuchtgebiete aufsuchten. In den Resten des gefundenen Stallmists wurden auch Pollen von Pflanzen aus Flachmoorgebieten (z. B. Sumpf-Haarstrang) und Flachwassergebieten von Bächen (z. B. Sumpf-Rispengras) nachgewiesen. Diese Analysen führen zu dem Schluss, dass in der Umgebung der Viereckschanze folgende Vegetationsbereiche landwirtschaftlich genutzt wurden: Grünland (Magerwiesen), Ackerland und Ackerlandbrachen, Waldränder und Waldlichtungen. Weideflächen existierten ebenfalls in den Feuchtgebieten und an den Bachufern.
Die in den unteren Verfüllschichten des Brunnenschachtes liegenden Hölzer waren gut erhalten, da sie unterhalb des ständigen Wasserspiegels lagen, der bei einer Tiefe von etwa 15 m anstand. Aus Eichenholz bestanden die Dauben des Eimers, ein Holzschwert, die Leitersprossen sowie Pflöcke, Holznägel, Keile, Brettchen und Latten. Weiter wurden bearbeitete Teile aus Tannenholz sowie Ulmen- und Buchenholz nachgewiesen. Bei dem unbearbeiteten Holz herrschte Eiche vor (57 %), gefolgt von Ahorn (21 %), Hainbuche (9 %) und Kirsche (3 %). Wahrscheinlich gab es in der Umgebung der Viereckschanze, neben den landwirtschaftlich genutzten Flächen, lichte Eichenwälder mit Ahorn, Hainbuchen, Kirschen- und Kernobstbäumen (Äpfel und Birnen).

## Anmerkung
1. ↑  Nimmt man die von Dieter Planck [1] veröffentlichte Karte als Referenz, verwechselte Günther Wieland [4] „Ost“ und „West“